# Šenkovec (Brdovec)
Šenkovec falu Horvátországban Zágráb megyében. Közigazgatásilag Brdovechez tartozik.

## Fekvése
Zágráb központjától 24 km-re, községközpontjától 6 km-re északnyugatra a Száva völgyében, a Zágráb-Ljubljana vasútvonal és a szlovén határ mellett fekszik.

## Története
A település iskoláját 1851-ben alapította Pavao Belas brdoveci plébános. A népiskola régi épülete 1902-ben készült el és még mindig áll a falu központjában. Az épületet 2007-ben a horvát kulturális minisztérium kulturális műemlékké nyilvánította. Az iskola új épülete 1981-óta működik, Ivan Perkovac nevét viseli. 2009-ben avatták fel új tornatermét.
A falunak 1857-ben 178, 1910-ben 213 lakosa volt. Trianon előtt Zágráb vármegye Zágrábi járásához tartozott. 2011-ben a falunak 733 lakosa volt. A településen önkéntes tűzoltóegylet, nyugdíjasklub, kulturális-művészeti egyesület és labdarúgóklub működik.

## Lakosság

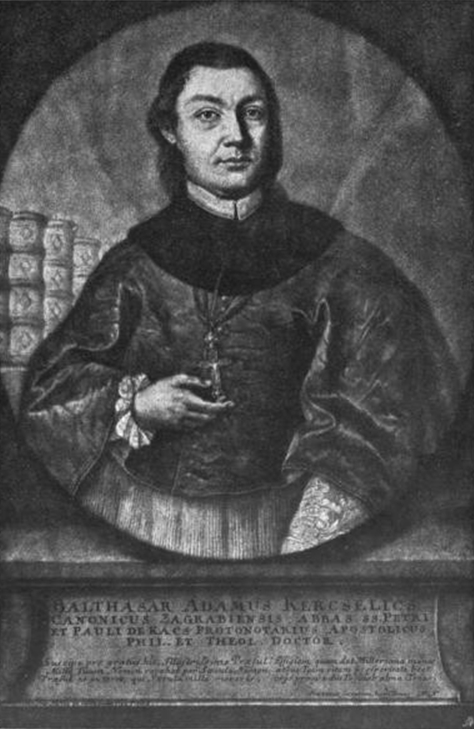
Baltazar Adam Krčelić

| Lakosság változása | Lakosság változása | Lakosság változása | Lakosság változása | Lakosság változása | Lakosság változása | Lakosság változása | Lakosság változása | Lakosság változása | Lakosság változása | Lakosság változása | Lakosság változása | Lakosság változása | Lakosság változása | Lakosság változása | Lakosság változása |
| ------------------ | ------------------ | ------------------ | ------------------ | ------------------ | ------------------ | ------------------ | ------------------ | ------------------ | ------------------ | ------------------ | ------------------ | ------------------ | ------------------ | ------------------ | ------------------ |
| 1857               | 1869               | 1880               | 1890               | 1900               | 1910               | 1921               | 1931               | 1948               | 1953               | 1961               | 1971               | 1981               | 1991               | 2001               | 2011               |
| 178                | 173                | 179                | 199                | 195                | 213                | 235                | 234                | 277                | 322                | 416                | 552                | 573                | 626                | 733                | 733                |

## Nevezetességei
A régi iskola szabadon álló földszintes épülete a település központjában épült. Az "L" alaprajzú épület az utcára merőlegesen elhelyezett hosszabb szárnyból és egy rövidebb, oromzatos szárnyból áll. A homlokzat alaprajza és kialakítása aszimmetrikus. A bal oldalon egy egykori tanterem található, amely a keskeny oldallal az utca felé néz, egy ablakkal és külön tetővel, a jobb oldalon pedig egy tanári lakás volt két ablakkal és egy bejárattal a lapostetős eresz alatt. Az iskola 1902-ben épült. A homlokzat felületeit egyszerű neo stílusú díszítéssel látták el.

## Híres emberek
Itt a Resovo birtokon született 1715. február 5-én Baltazar Adam Krčelić teológiai doktor, történész, zágrábi kanonok, a horvát történetírás egyik legnagyobb alakja.